# رهوضيك (المفلحي)

تعديل مصدري - تعديل

رهوضيك هي إحدى قرى عزلة المفلحي بمديرية المفلحي التابعة لمحافظة لحج، بلغ تعداد سكانها 43 نسمة حسب تعداد اليمن لعام 2004.